# 許平和
許平和（1926年—1994年7月22日），筆名阿斯玛拉曼·苏科瓦蒂，印度尼西亞華裔小說作家，以撰寫印尼文武俠小說聞名。他一生共創作了超過130部小說，題材涵蓋武俠、愛情、悲劇等，大部分都以口袋書的形式發行。除了一部爪哇文小說和《金瓶梅》的印尼文翻譯本，他的所有作品都是以印尼文創作的原創小說，但也使用福建話借詞。其中，他的武俠小說借鑑了中文武俠小說的印尼文翻譯本，在中國和印尼取景，主人公往往是離開宮廷尋歡作樂、學習知識或報仇雪恨的俠士。他的一些作品已被改編為舞台劇、廣播劇和電影。
許氏在斯拉根縣（今屬中爪哇省）出生，出身自土生華人家庭，青年時期曾當過流動工人，又曾在難民營寄居，直至1950年才安頓下來，並於1959年發表自己首部武俠小說《白龍寶劍》。1963年，許氏因排華暴亂而遷往梭羅，之後他成立了自己的出版社和印刷廠，並繼續寫作。身為排華親歷者，他支持華人融入印尼社會，並鼓勵華人與原住民通婚。

## 早年生涯
許平和於1926年在荷屬東印度斯拉根縣（今屬中爪哇省）出生，出身自土生華人家庭，父親是糖商許金寶（音譯），母親名叫斯里·維拉斯·阿西（Sri Welas Asih），祖母和外曾祖母都有爪哇族血統，家中還有11名兄弟姊妹。他從小就學習爪哇語和爪哇文，接觸爪哇的神秘主義，父親則在閒暇時間練習武術。
許氏早年曾就讀荷蘭殖民政府開設的學校，但因家境清寒而輟學，並在14歲時成為流動工人，到古突士、泗水等城市謀生。1942年大日本帝國佔領東印度群島時，他正在泗水賣藥，獨立戰爭期間，他則在古突士和斯拉根賣煙。1948年，荷軍在烏鴉行動中攻陷斯拉根後，許氏曾於1949年疏散到梭羅附近的一個難民營，直至荷蘭承認印尼獨立後才在西爪哇省打橫定居，為一家運輸公司工作。到這時候，他已經能說流利的荷蘭語和馬來語，並開始學習華語，以便和仍然心繫中國的華裔同事溝通。
1955年印尼和中華人民共和國簽訂《中国和印度尼西亚关于双重国籍问题的条约》後，許平和根據條約選擇保留中國國籍。1959年，印尼政府立法禁止華裔商人在鄉郊地區經商，之後許氏曾考慮離開印尼，但未成事。在此前後，許氏開始學習英文，獲英國文化協會頒發證書，並獲邀擔任教職，但他沒有答應，因為學生都是年紀比他大的高中老師。

## 創作生涯
1959年，許平和與友人創辦文學雜誌《蓮花》（Teratai），起初他們向因譯介中國小說而深受歡迎的翻譯家黃金長約稿，但被對方以忙碌為由拒絕。在打橫居住期間，他也向《精選》（Selecta）、《五色》（Pancawarna）、《明星週刊》等投稿短篇小說。之後他開始創作武俠小說，並於1959年完成自己第一部武俠小說《白龍寶劍》（Pek Liong Po Kiam），在《蓮花》雜誌連載，但雜誌僅發行了4期便停刊，小說則改由雅加達的《分析》雜誌（Analisa）連載。
1963年，許平和的寓所和印刷廠在西爪哇省一次排華暴亂中被燒毀，之後他遷往梭羅，繼續寫作，並成立迴聲出版社（Gema）和印刷廠來出版自己的作品。1965年九三〇事件失敗後，梭羅爆發大規模排華暴亂，令許氏再次考慮移居中國大陸，但因為子女年紀尚輕而作罷。1970年代，許氏放棄中國國籍，加入印尼國籍，並開始主張華人應完全融入印尼社會，鼓勵華人與原住民通婚，以促進種族和諧。
除了本名，許平和還以「阿斯瑪拉曼·S」、「阿斯瑪拉曼·S·許平和」等筆名發表作品。他的小說取材自中國文學中的武俠小說，但融入了馬來武術元素，如《血濺婆羅浮屠》（Darah Mengalir di Borobudur，1960年）、《快剑柔情》（Kilat Pedang Membela Cinta，1982年）、《密宗宝剑》（Sang Megatantra，1990年）等，這些小說經常在《精選》、《偵探小說》（Roman Detektip）、《蒙娜麗莎》（Monalisa）等雜誌連載。
1970年代至1990年代期間，由於讀者興趣逐漸減退，許氏小說的初版印行量從15,000本下降至5,000本，為此他開始接下印刷車票和邀請信的訂單，但仍繼續寫作。在1981年，他每週會在位於梭羅以東約40（25英里），拉武火山上达旺芒武村（Tawangmangu）的別墅住上5天，每月能寫出兩、三份手稿，並能同時創作4部作品。他的作品一般可以在借閱圖書館和書報攤找到，而印尼最大的格拉美迪亞書店則於1990年代開始發售他的作品。
許氏於1985年確診患有心臟疾病，至1994年7月21日因胸痛在別墅倒下，送往梭羅母愛醫院（Rumah Sakit Kasih Ibu）接受治療，至翌日早上去世，遺下兩名妻子羅西塔（Rosita，本姓王）、哈蒂妮（Hartini）和13名子女。喪禮期間，有數千人特意前來弔唁，之後他的遺體在塚亭殯儀館火化，骨灰撒入印度洋。

## 影響
許平和共創作了超過130部小說，還有一部講述漢朝覆滅的歷史小說尚未完稿。他的大部分小說都以口袋書的形式發行，每月出版一次，每部作品平均長達35冊。許氏的小說讀者眾多，前總統蘇哈托、阿卜杜拉赫曼·瓦希德、前副總統、前日惹蘇丹哈孟庫布沃諾九世、第7任總統佐科·維多多、第13任副總統馬魯夫·阿敏和詩人恩哈·艾农·纳吉都自稱是他的書迷。《羅盤報》報導其死訊時稱，對讀者來說，許平和比印尼絕大部分文壇巨擘更為人熟悉，又指出很多年輕人都以許氏筆下的英雄人物為榜樣。
「學生文化」（Siswo Budoyo）等劇團經常把許氏的作品搬上舞台，印度尼西亞共和國廣播電台也把他的作品改編為廣播劇。截至1981年，已有3部許平和小說獲改編為電影，但許氏覺得這些電影拍得像色情電影，扭曲了他的創作意念，對此感到很不滿意。
許氏逝世後，他的女婿布納萬·薩斯特拉古納·維巴瓦（Bunawan Sastraguna Wibawa）接手管理迴聲出版社，並繼續經營該公司，直至至少2008年，印刷廠則在1996年結業。2013年12月，應印尼駐中國大使易慕龍倡議，一名印尼人把許氏的作品《金笛子》（Suling Emas）翻譯為中文，然後交由中國的武俠小說專家審訂，出版發行。2014年，印尼政府向許平和追頒文化獎章，以表揚他對印尼文學的貢獻。

## 題材及風格

### 場景及人物設定
許平和大部分作品在中國取景，並以中文為角色命名。他主要從中國地圖和講述中國歷史的英文、荷蘭文文獻了解中國，汲取創作靈感——直至1985年，他才首次踏足中國大陸——並在小說中向讀者詳細介紹歷朝歷代各種象徵身分地位的服裝和髮型。許多讀者都直接從他的小說了解中國的文化、地理和價值觀。
許氏還有超過30部作品在印度尼西亞群島取景。和其他武俠小說類似，他的武俠小說都發生在古代，即使是發生在西方殖民者登陸印尼之後，也僅限於殖民前期。作家埃卡·古尼阿万在《羅盤報》探討許氏小說的歷史背景時，指出這類小說以印尼歷史上各時代的地方政權為背景，如馬打蘭，信訶沙里等，並以婆羅浮屠的興建、鄭和下西洋等歷史事件引出小說的情節。
許氏的作品一般講述出身貴族的俠士離開宮廷，追求快感，追求知識或報仇雪恨的故事，也有少數角色是宗教領袖，例如《血濺婆羅浮屠》的主角就是一名佛教僧侶。古尼阿万認為，許氏安排這些出身精英階層的主角走進民間或郊外，是為了令小說情節更貼近一般讀者的生活。

### 題材
在伊斯蘭教傳入印尼之前，當地的主流宗教是佛教和印度教。許平和在他的武俠小說中突出了這一點，並在部分作品中加入教派衝突的橋段，例如《雙鵰的故事》（Sepasang Garuda Putih）中提到信奉濕婆教的反派角色把村裏供奉三相神的廟宇改為三座供奉濕婆、難近母和迦羅的廟宇。古尼阿萬稱，許氏在描寫這些衝突時，以謹慎的態度把反派角色的惡行歸咎於他們肆意妄為，而非宗教教義。
另外，許氏也在部分作品中強調華人一直是印尼社會的一份子，並指出古代的印尼華人經常和原住民精英通婚。他希望藉小說打破華裔商人招搖撞騙、唯利是圖的刻板印象，又在《快劍柔情》中安排鄭和與隨行的穆斯林馬歡登場，旨在說明中國熟悉印尼的主流宗教——伊斯蘭教。
許氏以武俠小說聞名，但也撰寫其他題材的小說，如《梭羅水禍》（Geger Solo）以1966年3月16日梭羅河水災為背景，講述水災對登場人物的影響。他也在小說中提及華人與原住民的婚戀問題，如《仙》（Siane，1981年）講述現代印尼一名土生華人少女與一名爪哇族年輕男性的愛情故事，《快劍柔情》則在書末附上一段論贊，主張華人和原住民可在兩情相悅的前提下結婚，是印尼文武俠小說的首例。許平和的女兒蒂娜·阿斯瑪拉曼（Tina Asmaraman）表示，他認為愛可以戰勝一切，所以是很多社會問題的妙藥良方。
許氏自學成才，主要是從其他人的作品學會小說的寫作手法。學者廖建裕認為許氏熟讀由黃金長、顏國梁等人翻譯的印尼文版武俠小說，對武俠小說的情節內容非常了解。

### 語言
許平和早期的作品以福建話命名，並附上印尼文副標題，如《白龍寶劍》、《紅蛇劍》（Ang Coa Kiam，1962年）等，後期的作品則完全以印尼文命名。除了《星星变得性感》（Lintang-Lintang Dadi Seksi，1961年）以爪哇文撰寫 ，他的所有作品都是印尼文作品，有時也會使用通俗易懂的福建話借詞。作家瑟諾·古米拉·阿吉達瑪稱讚他文筆流暢，能用淺顯的文字輕易勾勒出鮮明的人物和情節。
許氏的華語能力不佳，也無法閱讀中文，所以他幾乎不翻譯中文小說，唯一的例外是於1980年把《金瓶梅》翻譯為印尼文，並改名為《金蓮花》（Si Teratai Emas）——該作翻譯自既有的英文譯本，而非中文原本。

## 註腳

### 備註
1. ↑  許氏不知道自己的具體出生日期[1]，但記得自己在8月出生，於是後來便把8月17日定為自己的「正式生日」[2]。
2. ↑  Sidharta (2012，第406頁)作15個。
3. ↑  Safutra (2019)作133部，Pattisina (2021，第2頁)作143部，Sidharta (2012，第406頁)作145部，許平和則於1981年向《羅盤報》指出(Kompas 1981, Asmaraman Kho Ping Hoo)，截至當時為止，他已經完成了超過200部作品。

### 引用
1. 1 2 3  Salmon 1981，第192頁.
2. 1 2 3 4 5 6 7 8 9 10  Pattisina 2021，第2頁.
3. 1 2 3 4 5 6  Sidharta 2012，第406頁.
4. 1 2 3 4  Safutra 2019.
5. 1 2 3 4 5 6 7 8 9 10 11 12  Kompas 1981, Asmaraman Kho Ping Hoo.
6. 1 2 3 4 5 6 7 8 9 10 11 12  Sawega 1994，第20頁.
7. 1 2 3  Sidharta 1994，第158頁.
8. 1 2 3  Sidharta 1994，第157頁.
9. 1 2 3 4 5 6 7  Sidharta 2012，第407頁.
10. 1 2 3 4  Rejeki 2008，第1頁.
11. 1 2 3  Suryadinata 2015，第94頁.
12. 1 2 3  Sidharta 2012，第408頁.
13. ↑  Sidharta 1994，第160頁.
14. 1 2  Sidharta 1994，第168頁.
15. 1 2 3 4 5  Suryadinata 2015，第95頁.
16. ↑  Sidharta 1994，第162頁.
17. 1 2  Sidharta 1994，第163頁.
18. 1 2  Wresti 2014，第41頁.
19. 1 2 3 4 5 6  Kurniawan 2006，第38頁.
20. ↑  Salmon 1981，第86頁.
21. ↑  Sidharta 1994，第164頁.
22. ↑  Hoogervorst 2017，第296頁.